# Monte Hiri
Monte Hiri (en indonesio: Gunung Hiri)
es una pequeña isla boscosa de 3 km de ancho al norte de la isla de Ternate, en las islas Molucas de Indonesia. Se encuentra en el extremo norte de una cadena de islas volcánicas de la costa occidental de Halmahera. Es además un volcán cónico que se eleva a 630 m. Al sur se encuentra el volcán más activo del área el Monte Gamalama (1716 m), en la isla de Ternate.